# Verband der Kurdischen Vereine in Österreich

FEYKOM Logo

Der Rat der Kurdischen Gesellschaft in Österreich (FEYKOM). Der Rat versteht sich als Dachverband der kurdischen Vereine in Österreich. 14 Vereine und Zentren aus sieben Bundesländern sind Mitglied beim FEYKOM.

## Die Organisation
Die Bildung des Verbands erfolgte 1992 vor dem Hintergrund der verschärften türkischen Militäroffensive im kurdischen Konfliktgebiet und der europaweit intensivierten politischen Mobilisierung der Kurden. Es schlossen sich Vereine kurdischer Migranten aus allen vier Teilen Kurdistans zusammen, die eine politische Lösung der kurdischen Frage anstrebten.
FEYKOM strebt die soziale und kulturelle Interessensvertretung und die Repräsentation der kurdischen Migranten in Österreich an.
Aus diesem Grund hat sich der Verband als Ziel gesetzt, die kurdische Kultur, Sprache und Traditionen zu fördern. Die Aktivitäten im Sinne der politischen Vertretung der Rechte der kurdischen Minderheit richteten sich vordringlich auf die Anerkennung als politische Vertretung für kurdische Angelegenheiten (bis hin zu einem quasi-diplomatischen Status) auf europäischer Ebene.
FEYKOM galt in den Jahren 2012 und 2013 laut österreichischem Verfassungsschutz als der PKK nahestehend.

## Mitglieder der FEYKOM
- AVESTA –Kurdischer Frauenverein -Wien
- Demokratisches Zentrum der KurdInnen in Wien
- FC Amedspor – Wien
- Mesopotamischer Kulturverein Götzis – Vorarlberg
- Mala Kurda – Innsbruck
- Demokratisches Zentrum der KurdInnen in Graz
- Kurdische Gemeinschaft Salzburg
- Demokratisches Zentrum der KurdInnen in Linz
- Kurdistan Kultur- und Informationszentrum
- Amara-Mesopotamien Kultur Zentrum[4]